# Mycalesis ternatensis
Mycalesis ternatensis är en fjärilsart som beskrevs av Hans Fruhstorfer 1908. Mycalesis ternatensis ingår i släktet Mycalesis och familjen praktfjärilar. Inga underarter finns listade i Catalogue of Life.